# Paliámpela (ort i Grekland, Västra Grekland)
Paliámpela är en ort i Grekland.   Den ligger i prefekturen Nomós Aitolías kai Akarnanías och regionen Västra Grekland, i den centrala delen av landet, 260 km väster om huvudstaden Aten. Paliámpela ligger 105 meter över havet och antalet invånare är 996.
Terrängen runt Paliámpela är kuperad åt sydväst, men åt nordost är den platt. Havet är nära Paliámpela norrut.Runt Paliámpela är det ganska glesbefolkat, med 25 invånare per kvadratkilometer. Närmaste större samhälle är Preveza, 17,8 km väster om Paliámpela. I omgivningarna runt Paliámpela växer i huvudsak blandskog.